# John L. Helm
John LaRue Helm (4 de julho de 1802 — 8 de setembro de 1867) foi um político dos Estados Unidos, foi o 18º e 24º governador do estado americano Kentucky, embora tendo exercido este cargo por duas vezes seus mandatos de governo totalizam menos de 14 meses. Ele também representou em ambas as câmaras da assembleia geral de Kentucky, no Condado de Hardin e foi escolhido para ser o presidente da Câmara dos representantes de Kentucky por quatro vezes. Em 1838 sua única tentativa para câmara de representantes do Estados Unidos não foi bem sucedida, tendo sido derrotado pelo seu adversário Willis Green.
Helm foi eleito para a Câmara dos representantes do Kentucky em 1826, entre 1826 e 1843 ele exerceu onze mandatos de um ano na câmara do estado. Em 1844 ele foi eleito para o Senado Estadual, onde ele exerceu continuamente até ser escolhido como o candidato do partido Whig para vice-governador em uma chapa com John J. Crittenden, famoso pelo "compromisso de Crittenden" (tentativa mal sucedida de evitar a secessão). Os Whigs venceram as eleições gerais e Helm assumiu como governador em 31 de julho de 1850, após a renúncia Crittenden para aceitar uma nomeação como procurador-geral dos Estados Unidos no gabinete do Presidente Millard Fillmore. Depois de seu mandato como governador Helm empenhou-se na luta pela construção da ferrovia Nashville-Louisville tornado-se presidente da mesma. Ele investiu milhares de dólares de seu próprio capital no projeto e convenceu os moradores ao longo das rotas principais da linha para comprarem ações da empresa. A linha foi concluída em 1859, mas no ano seguinte Helm renunciou por divergências com o Conselho de Administração sobre um prolongamento proposto para estender a linha até Memphis no Tennessee.
Embora ele se opusesse abertamente contra a secessão durante a Guerra Civil Americana, forças militares federais rotularam Helm de simpatizante confederado. Em setembro de 1862 ele foi preso por essa suposta simpatia, mas o governador James F. Robinson reconheceu-o quando ele estava sendo transportado para uma prisão em Louisville tendo sido libertado. Após a guerra, Helm identificou-se com o Partido Democrata, e em 1865, foi eleito pelo Condado de Hardin para o Senado do estado. Em 1867 ele foi o candidato do Partido Democrático para governador do estado. Apesar de sua saúde debilitada, Helm fez uma vigorosa propaganda eleitoral no Estado e venceu as eleições gerais. Ele estava com a saúde abalada e muito fraco para viajar para Frankfort para sua posse, então os funcionários de estado fizeram a cerimônia de juramento do cargo em sua casa em 3 de setembro de 1867. Porém, ele morreu cinco dias depois.

## Início da vida
Em 1780 Thomas Helm, avô de John, emigraram para o Kentucky vindos do Condado Prince William da Virginia e fundou o "Helm Station" próximo do povoado de Elizabethtown, no Condado de Hardin do Kentucky, onde John L. Helm nasceu em 4 de julho de 1802. Ele era o mais velho dos nove filhos de George B. Helm, um fazendeiro e político e de Rebecca LaRue Helm, uma descendente de uma família de proeminentes pioneiros locais.
Helm frequentou as escolas públicas da região e estudou com notável educador Duff Green. Quando tinha 14 anos o pai de Helm atravessou dificuldades financeiras e helm voltou a trabalhar na fazenda da família. Em 1818 ele conseguiu um emprego promissor no escritório do Samuel Haycraft, na Secretaria do tribunal geral do Condado de Hardin. Tendo aprendido sobre direito com Haycraft, ingressou no escritório de advocacia de Ben Tobin em 1821.
Durante este tempo seu pai viajou para o Texas para buscar um negócio e reconstruir suas finanças, mas lá morreu em 1822, ficando Helm responsável por sua mãe e irmãos. Recebeu licença para práticas legais em 1823, tendo aprendido o ofício legal no Condado de Meade. Não havia advogados naquele Condado ainda, embora Helm continuassse vivendo no Condado de Hardin foi nomeado advogado no Condado de Meade. Sua prática prosperou e ele logo foi capaz de pagar as dívidas de seu pai e comprar a fazenda Helm. Entre 1832 e 1840 construiu o "Helm place" nesta fazenda, sendo que manteve como a sua casa para o resto de sua vida.
Em 1823 Helm foi chamado pelo representante Benjamin Hardin. Enquanto Hardin e Helm discutiam negócios, a filha de 14 anos de Hardin, Lucinda, entrou na Sala para mostrar a seu pai um mapa que ela tinha desenhado. Helm disse ser amor à primeira vista e começou a cultivar o afeto de Lucinda. Eles namoraram por sete anos, casaram-se em 1830 e tiveram cinco filhos e seis filhas. Um de seus filhos, Benjamin Hardin Helm, foi um general confederado na Guerra Civil e foi morto na batalha de Chickamauga.

## Carreira política

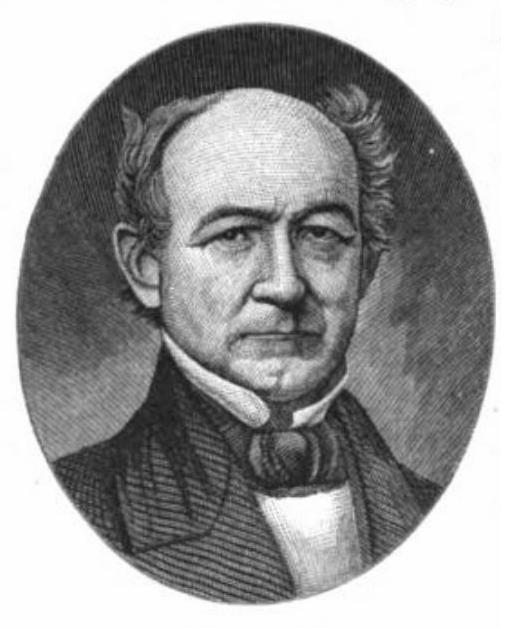
Uma gravura de Helm.

O grande problema político em Kentucky durante a formação jurídica de Helm foi a controvérsia do "velho Tribunal" e do "novo Tribunal". Atingidos pela grande crise financeira de 1819, os Kentuckinianos ficaram seriamente endividados. Em resposta, a Assembleia Geral de Kentucky aprovou uma lei que concedia aos devedores um período de carência de dois anos para pagamento de suas dívidas, a menos que seus credores aceitassem o pagamento com títulos desvalorizados do Commonwealth bank. O Tribunal de Apelações do Kentucky derrubou a lei, alegando que ela violava a constituição dos Estados Unidos sobre a obrigatoriedade contratual. O legislador contrariado tentou o impeachment dos juízes do Tribunal de Justiça, mas faltava a maioria necessária de dois terços. Em vez disso, eles aboliram a corte de apelações substituindo-a por uma nova corte, que era composta por três juízes mais simpáticos ao governador John Adair. Ambos os tribunais coexistiram intitulados como oficial Tribunal de última instância do Kentucky.
Ao longo de 1825 Helm fez discursos e distribuiu panfletos em Hardin e municípios circundantes, defendendo a posição do "antigo Tribunal". Em 1826, ele fez uma campanha como candidato do partido Whig para um assento na Câmara dos representantes de Kentucky. Helm ganhou a eleição e com 24 anos tornou-se um dos membros mais jovens que atuou na assembleia geral de Kentucky. A maioria dos favoráveis ao "antigo Tribunal" foi eleita para as duas câmaras da Assembleia Geral em 1826, logo aprovando legislação para abolir o "novo Tribunal".
Helm foi reeleito para a câmara do estado em 1827 e 1830 e foi reeleito anualmente de 1833 a 1837. Ele serviu como Presidente da câmara em 1835 e 1836. Em 1837, houve uma disputa de três candidatos para presidência entre Helm, James Turner Morehead e Robert P. Letcher. Com nove votos Helm se retirou da disputa, então Letcher foi eleito presidente.
Helm fez sua única tentativa para cargo federal em 1838 e foi derrotado por Willis Green para um assento na câmara dos representantes dos Estados Unidos. Ele voltou para a câmara de Kentucky em 1839 e foi reeleito em 1842 e 1843, servindo como Presidente da câmara por dois anos. Em 1843 a Assembleia Geral de Kentucky propôs a criação de um novo município em uma área do Condado de Hardin e ser denominado de Condado de Helm em sua homenagem. Devido a alguns votos discordantes sobre esta questão, Helm declinou a homanagem e propôs, em vez disso, que o Condado fosse chamado de Condado de LaRue uma vez que sua mãe e muitos descendentes ainda viviam no Condado proposto. A sugestão de Helm foi aprovada por unanimidade.

### Vice-governador e governador

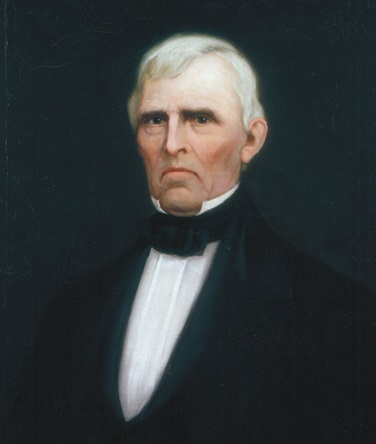
John J. Crittenden, sucedido por Helm como governador em 31 de julho de 1850, pintura de Ferdinand G. Walke em 1909

Em 1844 Helm foi eleito para o Senado de Kentucky, onde atuou até 1848. Nesse ano ele foi o candidato do partido Whig para vice-governador em uma chapa com John J. Crittenden. Helm derrotou o democrata John Preston Martin na eleição geral. A grande questão política no estado durante o tempo de Helm como vice-governador era a aprovação de uma nova Constituição do estado de Kentucky. Como senador do estado em 1848, Helm votou para permitir que os cidadãos do estado decidissem a questão em um referendo, mas depois de ver o documento produzido pela Convenção Constitucional, ele se opôs à sua ratificação. Em um discurso dirigido ao Senado do estado em 1850, ele declarou, "que ele era favorável em reformar a constituição e não fazer uma revolução. Alterar a constituição sim, mas não destruí-la em cada princípio vital nela contido". Ele especialmente se opôs à criação de uma magistratura eletiva. O seu antagonismo à constituição colocou-o em desacordo com o seu sogro, Benjamin Hardin. Os dois não se reconciliaram até 1852, quando Hardin ja estava no seu leito de morte. A nova Constituição foi aprovada em 1850, e em Junho desse ano, Helm incentivou as pessoas a aceitá-la.
Governador Crittenden renunciou em 31 de julho de 1850 para aceitar a nomeação de Presidente Millard Fillmore como procurador-geral, então Helm subiu ao governo do estado. Como governador, Helm vetou um plano legislativo para cobrir o deficits do fundo de escola pública fundo sacando dinheiro do fundo de amortização do Estado, mas a Assembleia Geral derrubou o veto. Ele pediu ao legislador para financiarem um levantamento das reservas de minerais do Estado e um censo de recursos agrícolas e de produção do estado. Ele instou para maiores verbas em obras públicas e para elevação dos salários dos juízes para atrair juristas mais qualificados para o judiciário. Ele também solicitou a proibição do porte de armas letais aos cidadãos comuns. O legislativo não atendeu nenhuma destas reformas propostas. A única parte da plataforma de Helm que progrediu na Assembleia Geral foi a reforma eleitoral.

## Presidente da ferrovia Louisville-Nashville
Helm foi um eleitor presidencial na eleição de Winfield Scott em 1852. Após isso afastou-se doze anos da política. Desde 1836 Helm defendia a construção da ferrovia de Nashville-Louisville. Em 2 de outubro de 1854 tornou-se presidente da ferrovia. O presidente anterior tinha sido forçado renunciar ao cargo, depois de um desentendimento com a câmara de vereadores de Louisville e a construção da ferrovia quase foi abandonada.
Helm trabalhou diligentemente para convencer moradores a rota principal da linha, sobre os benefícios econômicos que traria. Ele convenceu muitos deles para ajudar com valores e terras de passagem para a linha e aceitar ações da empresa como forma de pagamento e conseguiu vender ações para muitas pessoas na mesma área. O aumento crescente do custo de mão-de-obra e problemas de transporte de materiais gerou gastos muito acima do orçamento previsto e uma parte de $20.000 (US $520 mil a partir de 2012) Helm pagou com títulos da empresa. Entretanto, alguns observadores acusaram Helm da má administração da empresa. O desempenho da empresa melhorou em 1857, quando então a cidade de Louisville deu um auxílio financeiro de $300.000 (7,480 milhões US $ a partir de 2012) e a linha foi concluída em 18 de outubro de 1859. Devido à influência de Helm, a carta da ferrovia determinava que todos os trens viajando através de Elizabethtown parassem ali.
Quando a linha foi terminada foram feitos chamados públicos de dentro e de fora da empresa para Helm demitir-se, principalmente por causa de seu apoio de uma proposta de uma nova ramificação para Memphis. Para concluir o ramo, a Louisville-Nashville teria que completar uma linha de Bowling Green-Guthrie no Kentucky. Lá se juntaria a uma linha de propriedade de Memphis em Ohaio, uma estrada de ferro que começava em Clarksville no Tennessee até Memphis. Adeptos acreditavam que o ramo ajudaria economicamente Louisville e Memphis e iria diminuir sua dependência comercial ao longo de rios Ohaio e Mississippi. Os oponentes argumentaram que o projeto era simplesmente um estratagema para estimular o novo aporte de verba para a estrada de ferro em debate. Helm endossou o ramo de Memphis, no seu relatório anual em 1857.
Em 4 de fevereiro de 1860 dois membros do Conselho da companhia de administração escreveram uma carta pedindo demissão de Helm. Eles alegaram que eles tinham votado para sua reeleição como Presidente da empresa com o entendimento de que ele renunciaria quando a linha principal entre Louisville e Nashville fosse concluída. Helm afirmava que ele tinha um compromisso com os cidadãos do Condado de Logan, uma vez que para muitos deles ele pessoalmente vendeu ações, devendo permanecer presidente até o ramo de Memphis por meio de seu condado ser construído. A divisão entre Helm e os diretores continuou a aumentar, no entanto. Helm renunciou em 21 de fevereiro de 1860 e foi substituído por James Guthrie. O ramo de Memphis foi concluído em 24 de setembro de 1860.

## Guerra civil e o segundo mandato como governador

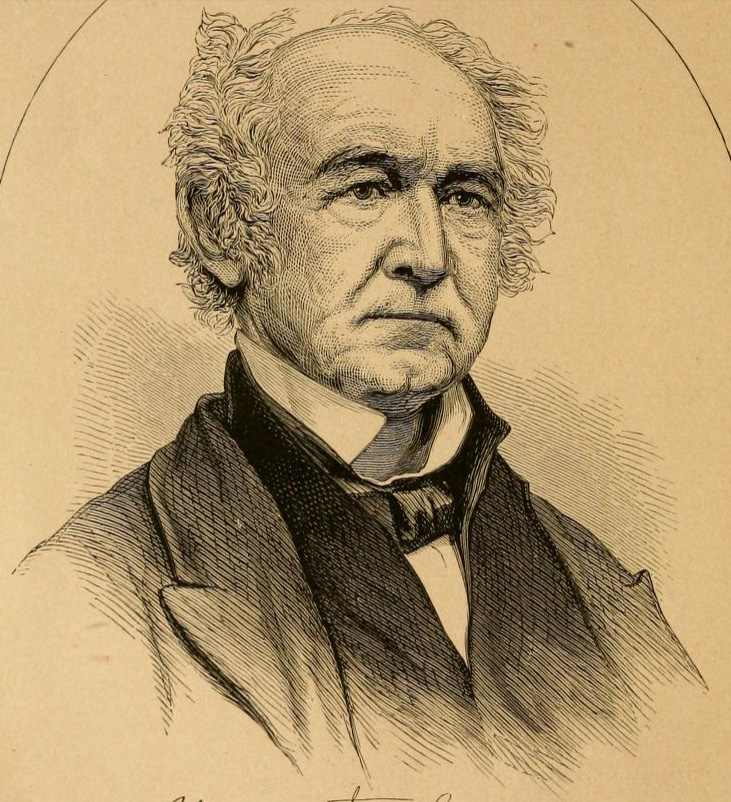
Gravura de Helm ao final da vida.

Em 8 de Janeiro de 1861 Helm presidiu a uma reunião em Louisville que advogou para a neutralidade do Kentucky na Guerra Civil. Helm foi um adversário ferrenho da secessão, mas também se opôs na eleição de Abraham Lincoln e o uso da força militar para dominar os Estados do Sul. Porque Helm não designou seu filho, Benjamin, para entrar para o exército confederado, as autoridades federais classificaram-no como um simpatizante do Sul.
Depois de saber da prisão do ex-governador Charles S. Morehead pelas autoridades federais, Helm fugiu para Bowling Green, temendo sua própria prisão. Através da intervenção da Warner Underwood, para ele foi possível voltar para casa com a condição de que fizesse um juramento de fidelidade à Constituição. No entanto, soldados federais entraram várias vezes em sua casa, incentivando seus escravos para abandoná-lo e consumindo ou destruindo suas colheitas. Porque os tribunais do estado foram fechados devido a guerra, ele foi incapaz de ganhar a vida advogando. Em pouco tempo gastou sua fortuna de subsistência precisando recorrer ao pedido de dinheiro para sustentar sua família.
Em setembro de 1862, Helm e vários outros cidadãos do Condado de Hardin foram presos pelo coronel Knox. Após vários dias de confinamento em Elizabethtown os presos foram conduzidos para Louisville. Por acaso, o governador de Kentucky James F. Robinson reconheceu Helm no grupo e negociou sua libertação junto ao General Jeremiah Boyle. Pouco depois de ter regressado para casa Helm soube da morte de seu filho Benjamin na batalha de Chickamauga.
Após a guerra, Helm identificou-se com o Partido Democrata e ele voltou para o Senado Estadual em 1865. Durante seu mandato ele presidiu o Comitê de relações Federais e lutou contra leis restritivas e punitivas contra ex-confederados. Em 22 de Janeiro de 1866 ele apresentou para o Senado Estadual um protesto contra as ações do Congresso dos Estados Unidos durante a Guerra Civil. Ele denunciou as alterações de emendas que concediam poderes para o governo federal que eram reservados aos Estados, bem como que eles foram aprovados na ausência de muitos Estados do Sul sem representantes no Congresso. Ele também desacreditou a criação do Freedman's Bureau (uma agência de refugiados, libertos e terras abandonadas). Em 29 de Janeiro de 1867, Helm introduziu a legislação para organizar uma reunião em Louisville para reunir apoio para presidente Andrew Johnson e esforços para restaurar a União.
O Estado reuniu-se na convenção democrática em 22 de fevereiro de 1867 em Frankfort e escolheu Helm e John W. Stevenson como candidatos do partido para governador e vice-governador, respectivamente. Helm renunciou seu assento no Senado estadual para aceitar a nomeação. Apesar de sua saúde frágil, ele dirigiu a propaganda eleitoral de todo o estado. Ele continuou a sua chamada para um fim à Guerra Civil, amargura e proscrições contra aqueles que tinham compromisso com a Confederação. Ele venceu as eleições gerais sobre o candidato do Partido Republicano Sidney Barnes e de um terceiro, o juiz William B. Kinkead.
A árdua campanha cobrou um preço alto da saúde já enfraquecida de Helm. Ele estava muito fraco para viajar para Frankfort para sua posse, ao que seu juramento do cargo foi administrado em sua casa, em 3 de setembro de 1867. O secretário de estado de Helm leu o discurso de posse do governador no Tribunal do Condado de Hardin. E nele Helm repetiu sua intenção de devolver direitos políticos aos ex-confederados. Ele também denunciou o Congresso por sua intromissão nos assuntos dos Estados. Embora ele tenha prometido proteções para os negros, opôs-se a ideia de sufrágio para os mesmos.
Helm morreu em 8 de setembro de 1867, apenas cinco dias após sua posse. Ele foi enterrado em um cemitério familiar em Helm Place. Em 9 de novembro de 1976 o Helm Place foi listado no registro nacional de lugares históricos.

## Ancestrais
|  |                              |  |  |  |  |  |  |  |  |  |  |  |  |  |  |  |
|  | 16. Leonard Helm             |  |  |  |  |  |  |  |  |  |  |  |  |  |  |  |
|  |                              |  |  |  |  |  |  |  |  |  |  |  |  |  |  |  |
|  |                              |  |  |  |  |  |  |  |  |  |  |  |  |  |  |  |
|  | 8. Thomas Helm               |  |  |  |  |  |  |  |  |  |  |  |  |  |  |  |
|  |                              |  |  |  |  |  |  |  |  |  |  |  |  |  |  |  |
|  |                              |  |  |  |  |  |  |  |  |  |  |  |  |  |  |  |
|  | 17. Elizabeth (Betty) Calmes |  |  |  |  |  |  |  |  |  |  |  |  |  |  |  |
|  |                              |  |  |  |  |  |  |  |  |  |  |  |  |  |  |  |
|  |                              |  |  |  |  |  |  |  |  |  |  |  |  |  |  |  |
|  | 4. Thomas Helm               |  |  |  |  |  |  |  |  |  |  |  |  |  |  |  |
|  |                              |  |  |  |  |  |  |  |  |  |  |  |  |  |  |  |
|  |                              |  |  |  |  |  |  |  |  |  |  |  |  |  |  |  |
|  | 18. Maurice Lynaugh          |  |  |  |  |  |  |  |  |  |  |  |  |  |  |  |
|  |                              |  |  |  |  |  |  |  |  |  |  |  |  |  |  |  |
|  |                              |  |  |  |  |  |  |  |  |  |  |  |  |  |  |  |
|  | 9. Margaret Lynaugh          |  |  |  |  |  |  |  |  |  |  |  |  |  |  |  |
|  |                              |  |  |  |  |  |  |  |  |  |  |  |  |  |  |  |
|  |                              |  |  |  |  |  |  |  |  |  |  |  |  |  |  |  |
|  | 19. Mary Fleetwood           |  |  |  |  |  |  |  |  |  |  |  |  |  |  |  |
|  |                              |  |  |  |  |  |  |  |  |  |  |  |  |  |  |  |
|  |                              |  |  |  |  |  |  |  |  |  |  |  |  |  |  |  |
|  | 2. George B. Helm            |  |  |  |  |  |  |  |  |  |  |  |  |  |  |  |
|  |                              |  |  |  |  |  |  |  |  |  |  |  |  |  |  |  |
|  |                              |  |  |  |  |  |  |  |  |  |  |  |  |  |  |  |
|  | 20. Nathaniel Pope           |  |  |  |  |  |  |  |  |  |  |  |  |  |  |  |
|  |                              |  |  |  |  |  |  |  |  |  |  |  |  |  |  |  |
|  |                              |  |  |  |  |  |  |  |  |  |  |  |  |  |  |  |
|  | 10. Worden Pope              |  |  |  |  |  |  |  |  |  |  |  |  |  |  |  |
|  |                              |  |  |  |  |  |  |  |  |  |  |  |  |  |  |  |
|  |                              |  |  |  |  |  |  |  |  |  |  |  |  |  |  |  |
|  | 21. Jane Browne              |  |  |  |  |  |  |  |  |  |  |  |  |  |  |  |
|  |                              |  |  |  |  |  |  |  |  |  |  |  |  |  |  |  |
|  |                              |  |  |  |  |  |  |  |  |  |  |  |  |  |  |  |
|  | 5. Jane Pope                 |  |  |  |  |  |  |  |  |  |  |  |  |  |  |  |
|  |                              |  |  |  |  |  |  |  |  |  |  |  |  |  |  |  |
|  |                              |  |  |  |  |  |  |  |  |  |  |  |  |  |  |  |
|  | 22. Henry I. Netherton       |  |  |  |  |  |  |  |  |  |  |  |  |  |  |  |
|  |                              |  |  |  |  |  |  |  |  |  |  |  |  |  |  |  |
|  |                              |  |  |  |  |  |  |  |  |  |  |  |  |  |  |  |
|  | 11. Hester Netherton         |  |  |  |  |  |  |  |  |  |  |  |  |  |  |  |
|  |                              |  |  |  |  |  |  |  |  |  |  |  |  |  |  |  |
|  |                              |  |  |  |  |  |  |  |  |  |  |  |  |  |  |  |
|  | 23. Sarah Tucker             |  |  |  |  |  |  |  |  |  |  |  |  |  |  |  |
|  |                              |  |  |  |  |  |  |  |  |  |  |  |  |  |  |  |
|  |                              |  |  |  |  |  |  |  |  |  |  |  |  |  |  |  |
|  | 1. John LaRue Helm           |  |  |  |  |  |  |  |  |  |  |  |  |  |  |  |
|  |                              |  |  |  |  |  |  |  |  |  |  |  |  |  |  |  |
|  |                              |  |  |  |  |  |  |  |  |  |  |  |  |  |  |  |
|  | 24. Peter LaRue              |  |  |  |  |  |  |  |  |  |  |  |  |  |  |  |
|  |                              |  |  |  |  |  |  |  |  |  |  |  |  |  |  |  |
|  |                              |  |  |  |  |  |  |  |  |  |  |  |  |  |  |  |
|  | 12. Isaac LaRue              |  |  |  |  |  |  |  |  |  |  |  |  |  |  |  |
|  |                              |  |  |  |  |  |  |  |  |  |  |  |  |  |  |  |
|  |                              |  |  |  |  |  |  |  |  |  |  |  |  |  |  |  |
|  | 25. Elizabeth Cresson        |  |  |  |  |  |  |  |  |  |  |  |  |  |  |  |
|  |                              |  |  |  |  |  |  |  |  |  |  |  |  |  |  |  |
|  |                              |  |  |  |  |  |  |  |  |  |  |  |  |  |  |  |
|  | 6. John LaRue                |  |  |  |  |  |  |  |  |  |  |  |  |  |  |  |
|  |                              |  |  |  |  |  |  |  |  |  |  |  |  |  |  |  |
|  |                              |  |  |  |  |  |  |  |  |  |  |  |  |  |  |  |
|  | 26. James Carman             |  |  |  |  |  |  |  |  |  |  |  |  |  |  |  |
|  |                              |  |  |  |  |  |  |  |  |  |  |  |  |  |  |  |
|  |                              |  |  |  |  |  |  |  |  |  |  |  |  |  |  |  |
|  | 13. Phebe Carman             |  |  |  |  |  |  |  |  |  |  |  |  |  |  |  |
|  |                              |  |  |  |  |  |  |  |  |  |  |  |  |  |  |  |
|  |                              |  |  |  |  |  |  |  |  |  |  |  |  |  |  |  |
|  | 27. Margaret Duwys           |  |  |  |  |  |  |  |  |  |  |  |  |  |  |  |
|  |                              |  |  |  |  |  |  |  |  |  |  |  |  |  |  |  |
|  |                              |  |  |  |  |  |  |  |  |  |  |  |  |  |  |  |
|  | 3. Rebecca LaRue             |  |  |  |  |  |  |  |  |  |  |  |  |  |  |  |
|  |                              |  |  |  |  |  |  |  |  |  |  |  |  |  |  |  |
|  |                              |  |  |  |  |  |  |  |  |  |  |  |  |  |  |  |
|  | 28.                          |  |  |  |  |  |  |  |  |  |  |  |  |  |  |  |
|  |                              |  |  |  |  |  |  |  |  |  |  |  |  |  |  |  |
|  |                              |  |  |  |  |  |  |  |  |  |  |  |  |  |  |  |
|  | 14. Joseph Brooks            |  |  |  |  |  |  |  |  |  |  |  |  |  |  |  |
|  |                              |  |  |  |  |  |  |  |  |  |  |  |  |  |  |  |
|  |                              |  |  |  |  |  |  |  |  |  |  |  |  |  |  |  |
|  | 29.                          |  |  |  |  |  |  |  |  |  |  |  |  |  |  |  |
|  |                              |  |  |  |  |  |  |  |  |  |  |  |  |  |  |  |
|  |                              |  |  |  |  |  |  |  |  |  |  |  |  |  |  |  |
|  | 7. Mary Brooks               |  |  |  |  |  |  |  |  |  |  |  |  |  |  |  |
|  |                              |  |  |  |  |  |  |  |  |  |  |  |  |  |  |  |
|  |                              |  |  |  |  |  |  |  |  |  |  |  |  |  |  |  |
|  | 30.                          |  |  |  |  |  |  |  |  |  |  |  |  |  |  |  |
|  |                              |  |  |  |  |  |  |  |  |  |  |  |  |  |  |  |
|  |                              |  |  |  |  |  |  |  |  |  |  |  |  |  |  |  |
|  | 15. Nancy Boice              |  |  |  |  |  |  |  |  |  |  |  |  |  |  |  |
|  |                              |  |  |  |  |  |  |  |  |  |  |  |  |  |  |  |
|  |                              |  |  |  |  |  |  |  |  |  |  |  |  |  |  |  |
|  | 31.                          |  |  |  |  |  |  |  |  |  |  |  |  |  |  |  |
|  |                              |  |  |  |  |  |  |  |  |  |  |  |  |  |  |  |
|  |                              |  |  |  |  |  |  |  |  |  |  |  |  |  |  |  |

## Ler também
- Morton, Jennie Chinn (1905). «Sketch of Governor John L. Helm». The Register of the Kentucky Historical Society. 3: 11–14

## Fonte da tradução
- Este artigo foi inicialmente traduzido, total ou parcialmente, do artigo da Wikipédia em inglês cujo título é «John L. Helm».